# 欧洲蚜
欧洲蚜（Helophilus trivittatus）是古北食蚜蝇科的一个物种。欧洲蚜的翅膀长度为10.25—12.25（0.404—0.482英寸） 。该物种分佈於欧洲大部分地区和古北界東部。食蚜蝇栖息在湿地、河边以及盐沼地。

## 外部連結
- 维基共享资源上的相關多媒體資源：欧洲蚜